# Albert Ludwig Sigesmund Neisser
Albert Ludwig Sigesmund Neisser (Schweidnitz, Silésia, 22 de janeiro de 1855 – Breslau, Silésia, 30 de julho de 1916) foi um médico (dermatologista e patologista) e cientista alemão, conhecido por ter descoberto o agente patogénico causador da doença sexualmente transmissível chamada gonorreia, cuja estirpe se denomina, em sua homenagem, (Neisseria gonorrhoeae).
Estudou na Universidade de Breslau (Wrocław) e depois em Erlangen. Também foi codescobridor do agente patogénico da lepra.
Em 1914 foi um dos signatários do Manifesto dos 93 que apoiou o envolvimento do Império Alemão no início da Primeira Guerra Mundial.